# پل برناردو
پل برناردو (انگلیسی: Paul Bernardo) یک قاتل سریالی و متجاوز کانادایی است، وی همکنون در حال گذرندان دوران حبس ابد خود به خاطر قتل‌ها و سایر اعمال خشونت آمیز خود است.